# Jaime Mercês
Jaime Jerónimo das Mercês, couramment appelé Jaime Mercês, est un footballeur portugais, né le 27 septembre 1963 à Cova da Piedade.

## Biographie
Ce milieu de terrain joue notamment pendant neuf saisons à Belenenses. Avec ce club, il remporte une Coupe du Portugal en 1989.
Au total, Jaime Mercês dispute 236 matchs en 1re division portugaise et inscrit 22 buts dans ce championnat.
Il reçoit par ailleurs 9 sélections en équipe du Portugal entre 1985 et 1987.

## Palmarès
- 9 sélections et 0 but en équipe du Portugal entre 1985 et 1987
- Vainqueur de la Coupe du Portugal en 1989 avec le CF Belenenses
- Finaliste de la Coupe du Portugal en 1986 avec le CF Belenenses

## Statistiques
- 236 matchs et 22 buts en Liga Sagres (D1)
- 82 matchs et 7 buts en Liga de Honra (D2)